# Bad Homburg vor der Höhe

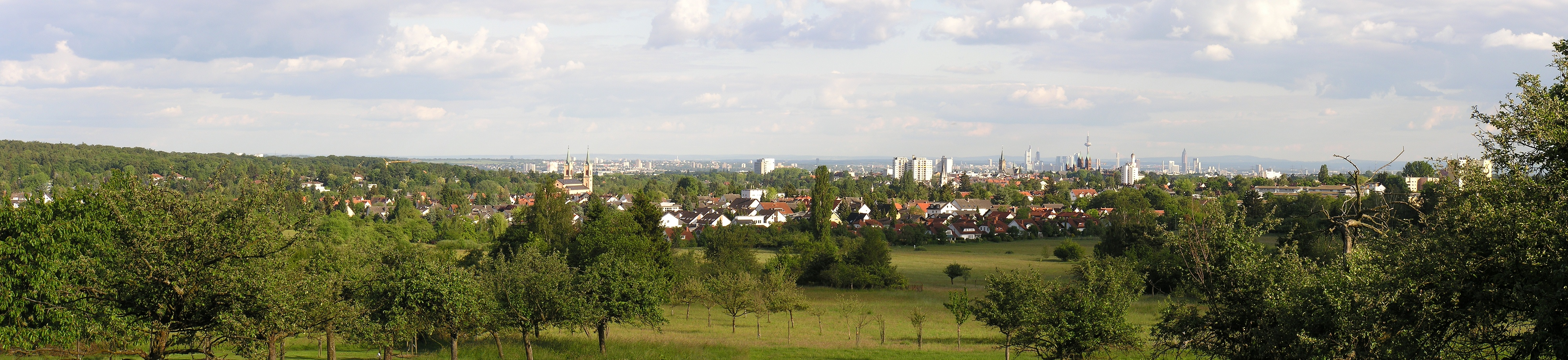
Panorama miasta

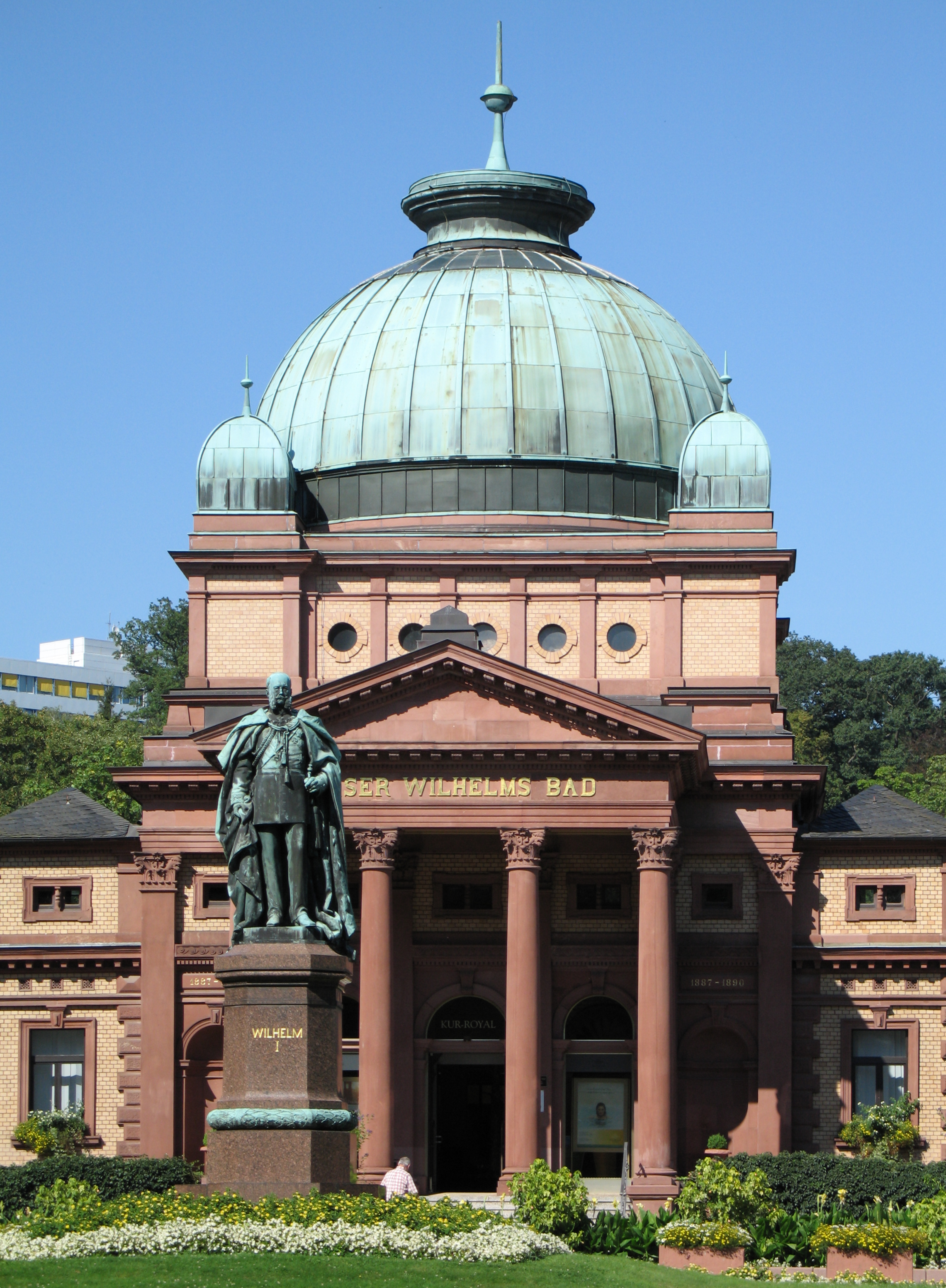
Kaiser-Wilhelms-Bad

Bad Homburg vor der Höhe, Bad Homburg v. d. Höhe – powiatowe miasto uzdrowiskowe w Niemczech, w kraju związkowym Hesji, w rejencji Darmstadt, siedziba powiatu Hochtaunuskreis. Zamieszkuje je 52 990 mieszkańców (30 września 2015). Najbliżej położone duże miasta: Frankfurt nad Menem (z którym graniczy), Kassel (ok. 150 km na północ) i Kolonia (ok. 150 km na północny zachód). Miasto dało nazwę kapeluszowi. Przez 235 lat było stolicą landgrafostwa i księstwa Hesja-Homburg.

## Historia
Kotlina, w której leży miasto była zasiedlona już w czasach rzymskich i przebiegała przez nią droga z warowni Saalburg do Nidy. Rzymianie korzystali ze źródeł mineralnych w mieście. W dokumentach Homburg był po raz pierwszy wzmiankowany jako Hohenberch ok. 1178. Już wtedy w miejscowości był zamek.
Stolica landgrafostwa i księstwa Hesja-Homburg w latach 1622–1866 (z wyjątkiem 1806-1815), jednego z krajów Związku Niemieckiego. W XIX wieku ponownie zaczęto wykorzystywać wody mineralne i miasto stało się modnym kurortem, do którego przyjeżdżały koronowane głowy. Współczesna nazwa obowiązuje od 1912.
W 1901 w granice miasta włączono Kirdorf (wówczas Kirtorf), a w 1937 Gonzenheim. 8 marca 1945, między 14:45 a 14:55 centrum miasta zostało omyłkowo zbombardowane (właściwym celem były zakłady przemysłowe w Heddernheim). Zginęły 34 osoby, a 188 mieszkań uległo zniszczeniu. Wojska amerykańskie (3 Armia) zajęły Bad Homburg (wraz z Oberursel, Usingen, Büdingen i Bad Hersfeld) 30 marca 1945.
31 grudnia 1971, w wyniku reformy administracyjnej powstała gmina miejska Bad Homburg vor der Höhe.

## Transport
W mieście znajduje się stacja kolejowa Bad Homburg, obsługiwana przez pociągi regionalne oraz linii S5 S-Bahn Rhein-Main. Pierwsze połączenie kolejowe miasto uzyskało 10 września 1860 z Frankfurtem. 15 października 1895 linię wydłużono na północny zachód (ostatecznie do Weilburga). W dzielnicy Gonzenheim znajduje się stacja końcowa linii U2 frankfurckiego metra. W referendum 28 października 2018 70,3% głosujących wyraziło poparcie dla przedłużenia metra do dworca kolejowego. Frekwencja wyniosła 63,8% uprawnionych.

## Architektura

### Zabytki
- pałac z XVII-XIX wieku, z białą wieżą, pozostałością po zamku i symbolem miasta (Weißer Turm) z XIV w.[8]
- cerkiew Wszystkich Świętych
- Gotisches Haus (1823)
- Sinclair-Haus(inne języki)
- ewangelicki kościół Zbawiciela

i inne

## Kultura
W mieście mieszkał m.in. poeta Friedrich Hölderlin, który na pocz. XIX wieku został zatrudniony u landgrafa Hesji-Homburg. Śladem legendarnych spacerów do jego kochanki, mieszkającej we Frankfurcie Suzette Gontard wytyczono szlak – Hölderlinpfad.

### Muzea[10]
- Kastell Saalburg(inne języki) – zrekonstruowana rzymska warownia na Limesie Górnogermańsko-Retyckim
- pałac Bad Homburg (Schloss Homburg) – wnętrza i wyposażenie
- Museum im Gotischen Haus – historia Bad Homburga, landgrafostwa Hesja-Homburg i muzeum kapeluszy
- Horex-Museum – poświęcone przedsiębiorstwu produkującemu motocykle
- Gonzenheimer Museum im Kitzenhof – poświęcone historii dzielnicy Gonzenheim
- Kirdorfer Heimatmuseum – historia dzielnicy Kirdorf (do 1902 samodzielnej miejscowości)

## Sport
Od 2021 roku w mieście odbywa się Bad Homburg Open – turniej tenisowy rozgrywany na kortach trawiastych zaliczany do cyklu WTA Tour.

## Polityka
Bad Homburg vor der Höhe to miasto o szczególnym statusie (Sonderstatusstadt), oznacza to że przejęło niektóre zadania powiatu.

### Współpraca międzynarodowa
Miejscowości partnerskie:
- Cabourg, Francja (od 1956)[12]
- Chur, Szwajcaria (od 1956)[12]
- Dubrownik, Chorwacja (od 2002)[12]
- Exeter, Wielka Brytania (od 9 października 1965)[12]
- Mariańskie Łaźnie, Czechy (współpraca od 1953, partnerstwo od 23 sierpnia 1991)[12]
- Mayrhofen, Austria (od 1956)[12]
- Mondorf-les-Bains, Luksemburg (od 1956)[12]
- Peterhof, Rosja (od 10 lipca 1994)[12]
- Terracina, Włochy (od 1956)[12]